# War Room
War Room (bra: Quarto de Guerra) é um filme de 2015 da indústria cinematográfica cristã do gênero drama dirigido por Alex Kendrick. Uma das maiores bilheterias de 2015 arrecadando mais de 73 milhões de dólares.

## Sinopse
Tony e Elizabeth formam um casal em crise de relacionamento. A filha pequena percebe que ambos estão a beira do divórcio, mas eles não conseguem chegar a um acordo. Um dia, Elizabeth conhece uma mulher idosa que lhe apresenta o poder da oração, e a partir deste momento, a jovem mãe decide depositar a sua fé nas preces divinas.

## Elenco
- T.C. Stallings como Tony Jordan
- Priscilla Shirer como Elizabeth Jordan
- Karen Abercrombie como Miss Clara Williams
- Alex Kendrick como Coleman Young
- Michael Jr. como Michael
- Alena Pitts como Danielle Jordan
- Beth Moore como Mandy
- Tenae Downing como Veronica Drake

## Recepção

### Bilheteria
O filme foi orçado em 3 milhões de dólares e apenas no seu primeiro final de semana em exibição ultrapassou seu valor de orçamento. Ao todo, o filme arrecadou US$ 73.267.874 em todo o mundo.

### Resposta da crítica
O Rotten Tomatoes deu uma nota 4,7 com 34% de aprovação, baseada em 35 resenhas, o Metacritic indicou "resenhas geralmente desfavoráveis" com pontuação de 26 em 100 baseada em 11 resenhas, o CinemaScore deu uma nota "A+", e o PostTrak deu uma avaliação de 73% indicando uma "recomendação definitiva".
A mídia cristã deu críticas positivas. O The Christian Post elogiou o filme, chamando-o de melhor que Courageous e Fireproof. Segundo o Crosswalk.com, é uma boa notícia que War Room é um passo em frente para os Kendricks, que continuam a se desenvolver como cineastas."

## Prêmios
Em 2016, o filme ganhou o Dove Award, na categoria Filme Inspirador do Ano.